# Eisenbahnunfall von El Cuervo
Der Eisenbahnunfall von El Cuervo war der Frontalzusammenstoß eines Triebwagens mit einem Nachtschnellzug am 21. Juli 1972 bei dem Bahnhof El Cuervo an der damals eingleisigen Bahnstrecke Alcázar de San Juan–Cádiz. 86 Menschen starben.

## Ausgangslage

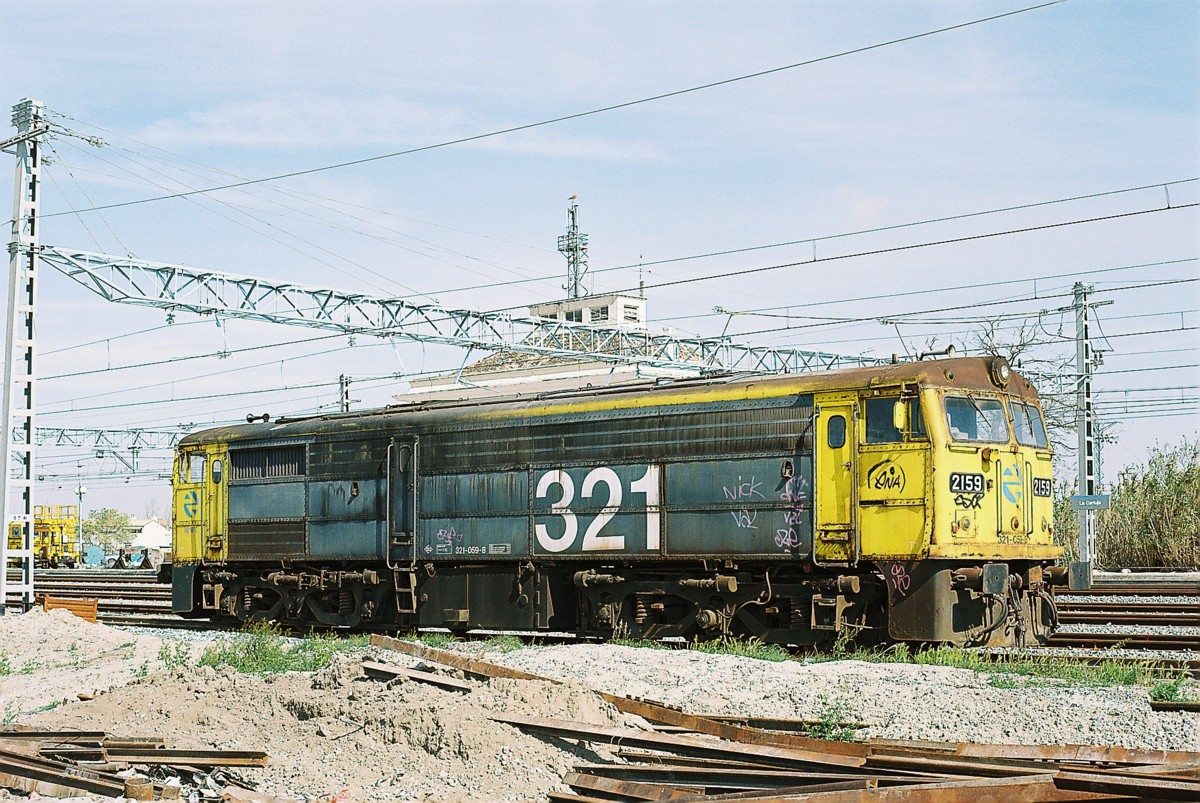
Lokomotive der Baureihe 2100 (heute: 321), wie sie vor dem Schnellzug lief

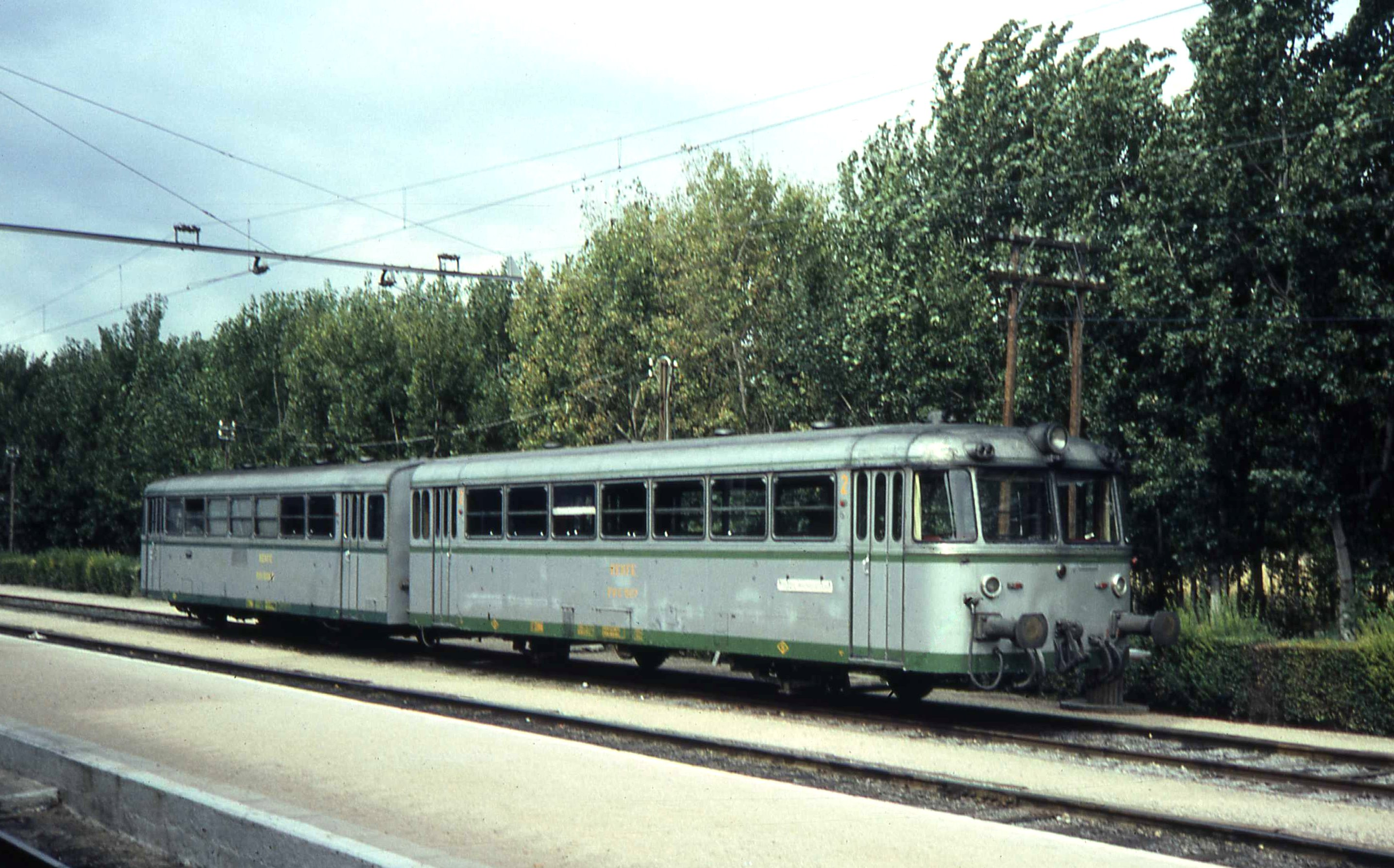
Schienenbus in der Ausführung für die RENFE (Baureihe 591), wie er in Doppeltraktion von Cádiz nach Sevilla unterwegs war

Eine vierteilige Schienenbusgarnitur der RENFE-Baureihe 591 war als Nahverkehrszug von Cádiz nach Sevilla mit etwa 200 Passagieren unterwegs und hielt planmäßig im Bahnhof El Cuervo auf einem Ausweichgleis. Der Fahrdienstleiter beabsichtigte, hier die Zugkreuzung mit dem in der Gegenrichtung verkehrenden Schnellzug, der von Madrid nach Cádiz unterwegs war, durchzuführen. Dieser war mit der Diesellokomotive 2118 (heute: Baureihe 321) bespannt und führte 14 Wagen, in denen etwa 500 Menschen reisten. Hinter der Lokomotive lief als erstes ein Bahnpostwagen.
Der Fahrdienstleiter stellte Weichen und Signale entsprechend, so dass der Schnellzug auf dem Durchfahrgleis passieren konnte, der Triebfahrzeugführer des Schienenbusses aber ein „Halt“ zeigendes Signal erhielt.

## Unfallhergang
Gleichwohl fuhr der Triebfahrzeugführer des Schienenbusses los und über das „Halt“ zeigende Ausfahrsignal. Die Berichte weichen hier voneinander ab: Entweder war die Ausfahrt des Schienenbusses in das Durchfahrgleis nicht durch eine Schutzweiche gesichert oder diese war defekt. Die Einfahrweiche in das Durchfahrgleis jedenfalls fuhr das Fahrzeug auf. Der Schienenbus verließ den Bahnhof in Richtung des nächsten Bahnhofs, Lebrija. Den hatte der Schnellzug, dessen nächster planmäßiger Halt Jerez de la Frontera sein sollte, aber zu diesem Zeitpunkt schon durchfahren, konnte also nicht mehr aufgehalten oder verständigt werden. Der Schienenbus war mit etwa 80 km/h, der Schnellzug mit 90 km/h unterwegs. Aufgrund einer Kurve nahmen sich die Lokomotivführer beider Züge erst sehr spät gegenseitig wahr, leiteten noch eine Bremsung ein, aber der Zusammenstoß, der sich gegen 07:30 Uhr bei Streckenkilometer 86 ereignete, war nicht mehr vermeidbar. Dabei war der Schnellzug noch 78 km/h schnell. Die drei vorderen Einheiten des Schienenbusses wurden zerstört. Die Lokomotive und die ersten drei Wagen des Schnellzuges entgleisten.

## Folgen
86 Menschen starben, 112 wurden verletzt. Die meisten Menschen starben in dem Schienenbus. In dessen vorderem Fahrzeug überlebte niemand. Unter den Toten war auch der Triebfahrzeugführer des Schienenbusses, so dass nicht mehr festgestellt werden konnte, warum er das „Halt“ zeigende Signal überfahren hatte. Allein 57 der Opfer waren Marinesoldaten einer 60 Mann starken Gruppe, die sich auf Landgang von der Marinebasis San Fernando bei Cádiz befand. Einziger Toter im Schnellzug war der Schaffner des Bahnpostwagens, nach anderen Quellen auch der Lokomotivführer des Schnellzuges.
Über den Rundfunk wurden Ärzte aufgefordert, zur Unfallstelle zu kommen und es wurde um Blutspenden gebeten. Hilfe kam unter anderem durch die US Navy von der Marinebasis Rota. 15 Hubschrauber wurden eingesetzt. Die Toten wurden zunächst in den Innenhof des Franziskaner-Klosters von Lebrija gebracht, wo sie bis zur Identifizierung unter Decken lagen.